# Scooby-Doo (personage)
Scoobert "Scooby"-Doo is een fictieve hond en het hoofdpersonage uit de populaire animatieserie Scooby-Doo. Scooby-Doo is een Duitse dog, en vooral grote vrienden met Shaggy Rogers.

## Persoonlijkheid
Scooby-Doo en Shaggy delen veel persoonlijkheidskenmerken. Ze hebben een enorme eetlust en zijn lafaards als het aankomt op het bevechten van monsters. Derhalve moeten de twee vaak door hun teamgenoten (Velma, Daphne en Fred) worden overgehaald om achter deze gekostumeerde schurken aan te gaan. Scooby kan gemakkelijk worden overgehaald door hem een "Scooby Snack", een soort hondenkoekje, aan te bieden.
Scooby kan een beetje praten, maar hij spreekt de meeste woorden uit alsof ze met een R beginnen. Zijn kenmerkende kreet is "Scooby-Dooby-Doo!"
In Shaggy & Scooby-Doo Get a Clue! was Scooby duidelijk minder bang dan in de andere series. Wel had hij in deze serie een erge vorm van Astrapofobie.

## Stemacteurs
Don Messick deed oorspronkelijk de stem van Scooby in elke Scooby-Doo productie van 1969 tot 1996. Toen hij met pensioen ging, nam Scott Innes het over van 1998 tot 2001. Sinds 2002 wordt Scooby's stem gedaan door Frank Welker. In de liveactionfilms werd de stem van de computergeanimeerde Scooby gedaan door Neil Fanning.

## Familie
In de loop van de series zijn verschillende familieleden van Scooby geïntroduceerd.
- Scrappy-Doo: Scooby's jongere neefje (en zoon van Scooby's zus Ruby-Doo). Hij is de bekendste van Scooby’s familieleden en was lange tijd een regelmatig terugkerend personage in de series.
- Scooby-Dum: Scooby's neef. Een grijze hond die ook een detective wilde worden.
- Scooby-Dee: Scooby's nicht. Een witte hond die sprak met een Zuid-Amerikaans accent.
- Yabba-Doo: Scooby's broer. Een witte hond die eigendom was van Deputy Dusty.
- Dooby-Doo: nog een broer van Scooby. Hij is een zanger.
- Mumsy en Dada Doo: Scooby's ouders.
- Whoopsy-Doo: Scooby's neef die werkt als clown.
- Ruby-Doo: Scooby's zus en moeder van Scrappy-Doo.
- Skippy-Doo: nog een broer van Scooby. Hij is enorm slim en draagt een bril.
- Howdy-Doo: nog een broer van Scooby. Hield ervan de krant te lezen.
- Horton-Doo: Scooby's oom. Heeft interesse voor monsters en wetenschap.
- Dixie-Doo: Scooby's neef.
- Grandpa Scooby: Scooby's grootvader.
- Great-Grandpa Scooby: Scooby's overgrootvader
- Dumper Scoots: een verwarde leeuw die denkt dat hij een hond is. Hij denkt een neef van Scooby te zijn.

## Vriendinnen
- Amber: In Scooby-Doo and the Alien Invaders kwamen Shaggy en Scooby in de woestijn een natuurfotograaf en haar hond Amber tegen. Shaggy en Scooby werden meteen verliefd op dit duo.
- Thorn/Dusk: in de aflevering "The Vampire Strikes Back" zat Scooby vast in een kostuum en kuste Thorn/Dusk hem.
- Chiqita: in Scooby-Doo and the monster of Mexico ontmoette Scooby Chiquita, de hond van Alejo's zoon in het Alejo's family hotel.

## Trivia
- De "hondensnoepjes/Scooby Snack" grap werd al eerder gebruikt in andere tekenfilms zoals Quick Draw McGraw en Dastardly and Muttley.
- Scooby-Doo had een gastoptreden in Cartoon Networks The Grim Adventures of Billy and Mandy als een personage dat "in de verkeerde show" zat.
- De naam Scooby-Doo is afkomstig van de laatste zin uit Frank Sinatra's lied "Strangers In The Night".